# 史密斯菲爾德食品
史密斯菲尔德食品（英语：Smithfield Foods），是全球最大的猪肉养殖商、生产商及加工商。史密斯菲尔德食品公司在美国拥有多种肉制品品类及产品品牌，并在全球12个国家开展业务。公司成立于1936年，总部位于美国弗吉尼亚州小镇史密斯菲尔德。全球员工约58100人，公司每年养殖约1500万头猪，一年屠宰2700万头。该公司于2013年9月26日被中华人民共和国的万洲国际集团以71亿美元价格收购，现为万洲国际的全资子公司。
2016年10月，該公司被惠譽國際、穆迪和標普全球分別評為「BBB+」、「Baa2」和「BBB」級，而標普首次以大中華區信用評級體系長期評級為「CnA」，以及由「BB」提升至「BBB–」，全部為展望穩定。